# ديكرانوس الثاني
ديكرانوس الثاني (بالأرمنية: Տիգրան Բ) ويعرف عادة بـ «ديكرانوس الكبير» أو «ديكران الكبير» كان امبراطور أرمينيا منذ 95 قبل الميلاد وحتى 55 قبل الميلاد، والذي أصبحت أرمينيا في عصره أقوى دولة في شرق الامبراطورية الرومانية. كان عضو الأسرة الأرضاشيسية الملكية.

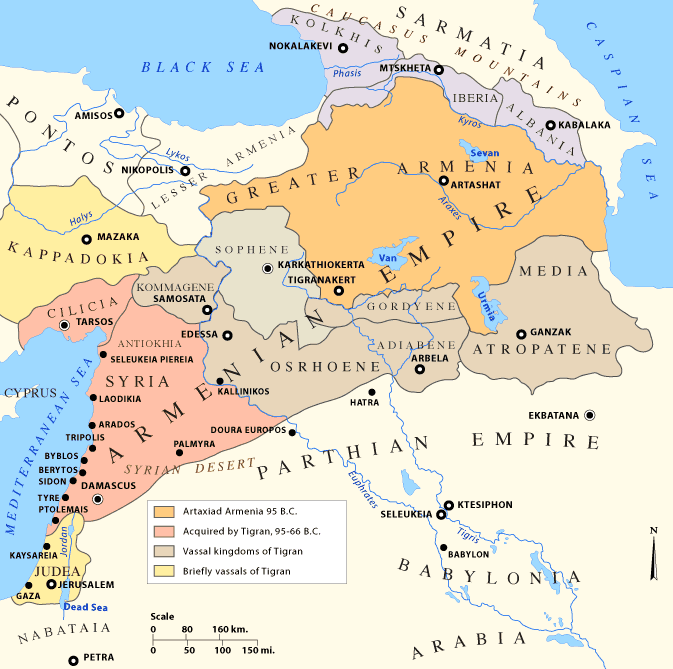
حدود أمبرأطورية ديكران الكبير

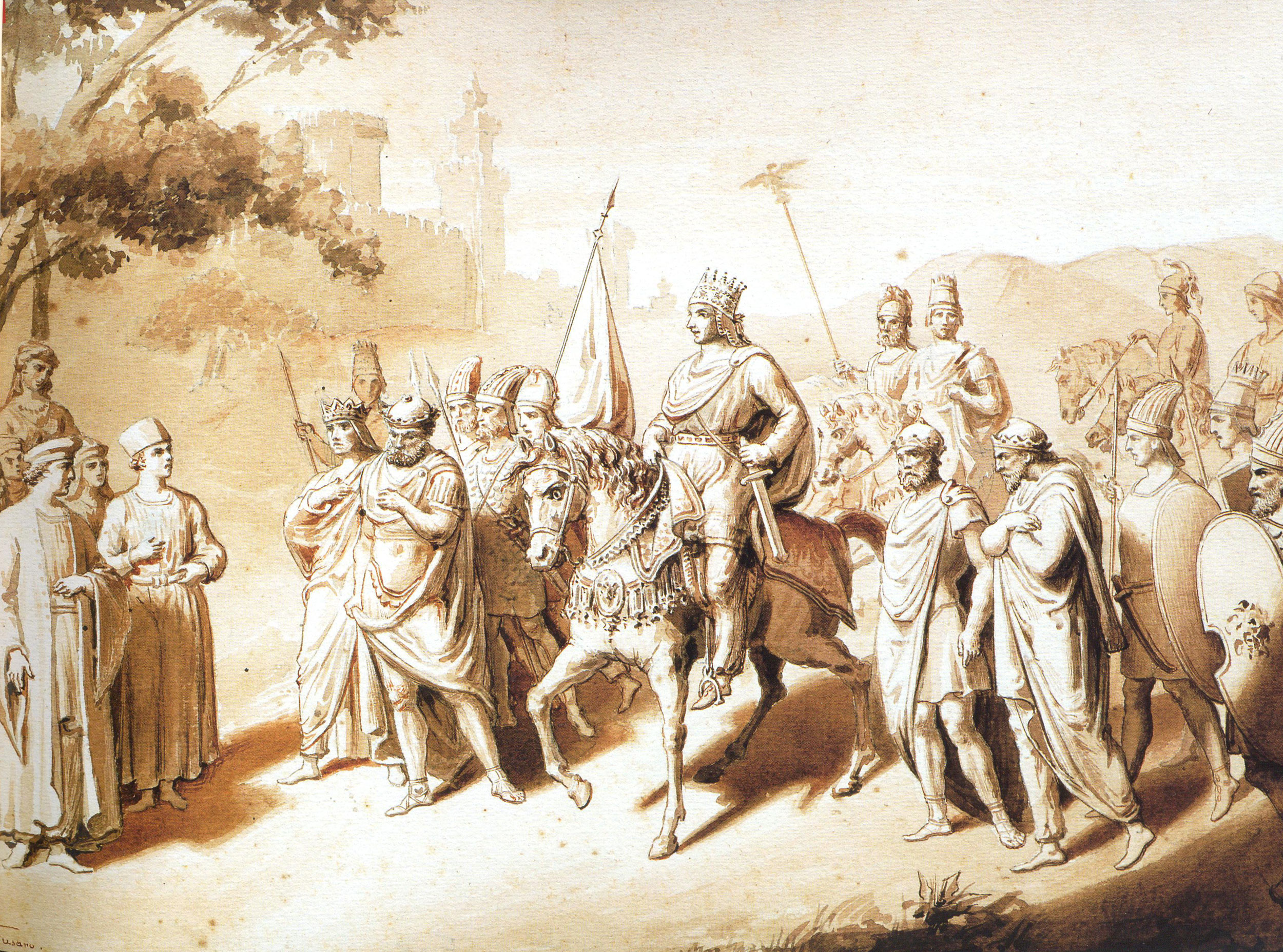
ديكران الكبير مع أربع ملوك تابعين

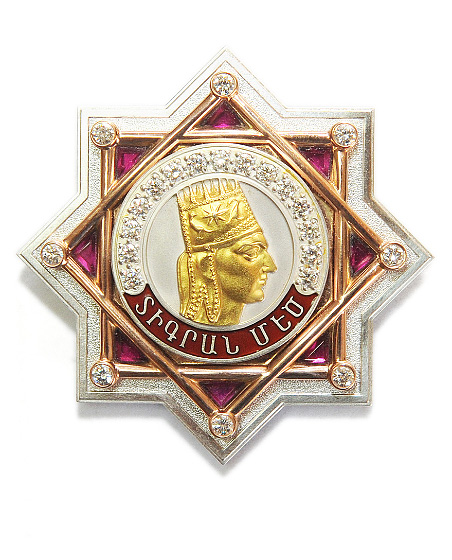
ميدالية الدولة الأرمنية الرسمية باسم ديكران الكبير